# Fotbal Club Dinamo-Auto Tiraspol
Il Fotbal Club Dinamo-Auto Tiraspol è stata una società calcistica moldava con sede nella città di Tiraspol. Fondata nel 2009, dalla stagione 2013-2014 alla 2022-2023 ha militato in Super Liga, la massima serie del campionato moldavo di calcio.

## Storia
Il club venne fondato il 24 luglio 2009. Nell'autunno dello stesso anno si iscrisse al campionato di Divizia B (terzo e ultimo livello calcistico) vincendolo e ottenendo la promozione in divizia A. Puntando su giovani calciatori e collaborando con le scuole locali giocò nel secondo livello per tre stagioni venendo promossa alla fine del 2012-2013 in Divizia Națională grazie al terzo posto ottenuto e l'impossibilità dello Sheriff Tiraspol B di venire promosso, in qualità di seconda squadra dello Sheriff Tiraspol.

## Stadio
Il club disputa le partite interne nello stadionul Dinamo-Auto, impianto situato a Ternovca (villaggio situato tra Tiraspol e Tighina) con una capienza di 3.525 spettatori.

## Palmarès

### Competizioni nazionali
- Divizia B: 1

2009-2010

### Altri piazzamenti
- Coppa di Moldavia:

Semifinalista: 2017-2018, 2020-2021, 2021-2022

## Organico

### Rosa 2019
| N. |                     | Ruolo | Calciatore            |
| -- | ------------------- | ----- | --------------------- |
| 1  | Moldavia (bandiera) | P     | Alexandru Zveaghințev |
| 12 | Moldavia (bandiera) | P     | Cristian Avram        |
| 16 | Moldavia (bandiera) | P     | Maxim Bardîș          |
| 3  | Moldavia (bandiera) | D     | Sandu Mateescu        |
| 4  | Moldavia (bandiera) | D     | Ivan Voropai          |
| 5  | Moldavia (bandiera) | D     | Radu Rogac            |
| 13 | Moldavia (bandiera) | D     | Ruslan Gadevici       |
| 22 | Moldavia (bandiera) | D     | Sergiu Diulgher       |
| 23 | Moldavia (bandiera) | D     | Vitalie Bordian       |
| 27 | Moldavia (bandiera) | D     | Andrei Macrițchii     |
| 6  | Moldavia (bandiera) | C     | Artiom Bilinschii     |
| 7  | Moldavia (bandiera) | C     | Andrei Cobeţ          |

| N. |                     | Ruolo | Calciatore         |
| -- | ------------------- | ----- | ------------------ |
| 8  | Moldavia (bandiera) | C     | Nichita Ciumacenko |
| 17 | Moldavia (bandiera) | C     | Vsevolod Nihaev    |
| 19 | Moldavia (bandiera) | C     | Maxim Mihaliov     |
| 20 | Moldavia (bandiera) | C     | Ivan Urvanțev      |
| 21 | Ucraina (bandiera)  | C     | Vladyslav Krayev   |
| 25 | Moldavia (bandiera) | C     | Serghei Bobrov     |
| 28 | Moldavia (bandiera) | C     | Valeriu Macrițchii |
|    | Lettonia (bandiera) | C     | Ņikita Pačko       |
| 9  | Moldavia (bandiera) | A     | Igor Bugaiov       |
| 11 | Moldavia (bandiera) | A     | Eugeniu Rebenja    |
|    | Moldavia (bandiera) | A     | Marin Căruntu      |